# Cynontodium rufescens
Cynontodium rufescens là một loài rêu trong họ Ditrichaceae. Loài này được Hampe Mitt. mô tả khoa học đầu tiên năm 1869.